# Roland Kickinger
Roland Kickinger, född 30 mars 1968 i Wien, är en österrikisk kroppsbyggare och skådespelare. Han har medverkat i ett stort antal kroppsbyggaretävlingar och spelat i ett flertal träningsvideor. Mest känd är nog Roland för sin roll i den amerikanska komediserien Son of the Beach, där han spelar den inte så smarta men mycket snälla livräddaren Chip Rommel. 2005 spelade han Arnold Schwarzenegger i TV-filmen See Arnold run. Han stod även som standin för Schwarzenegger i actionfilmen Terminator Salvation från 2009.